# Anna Czapska

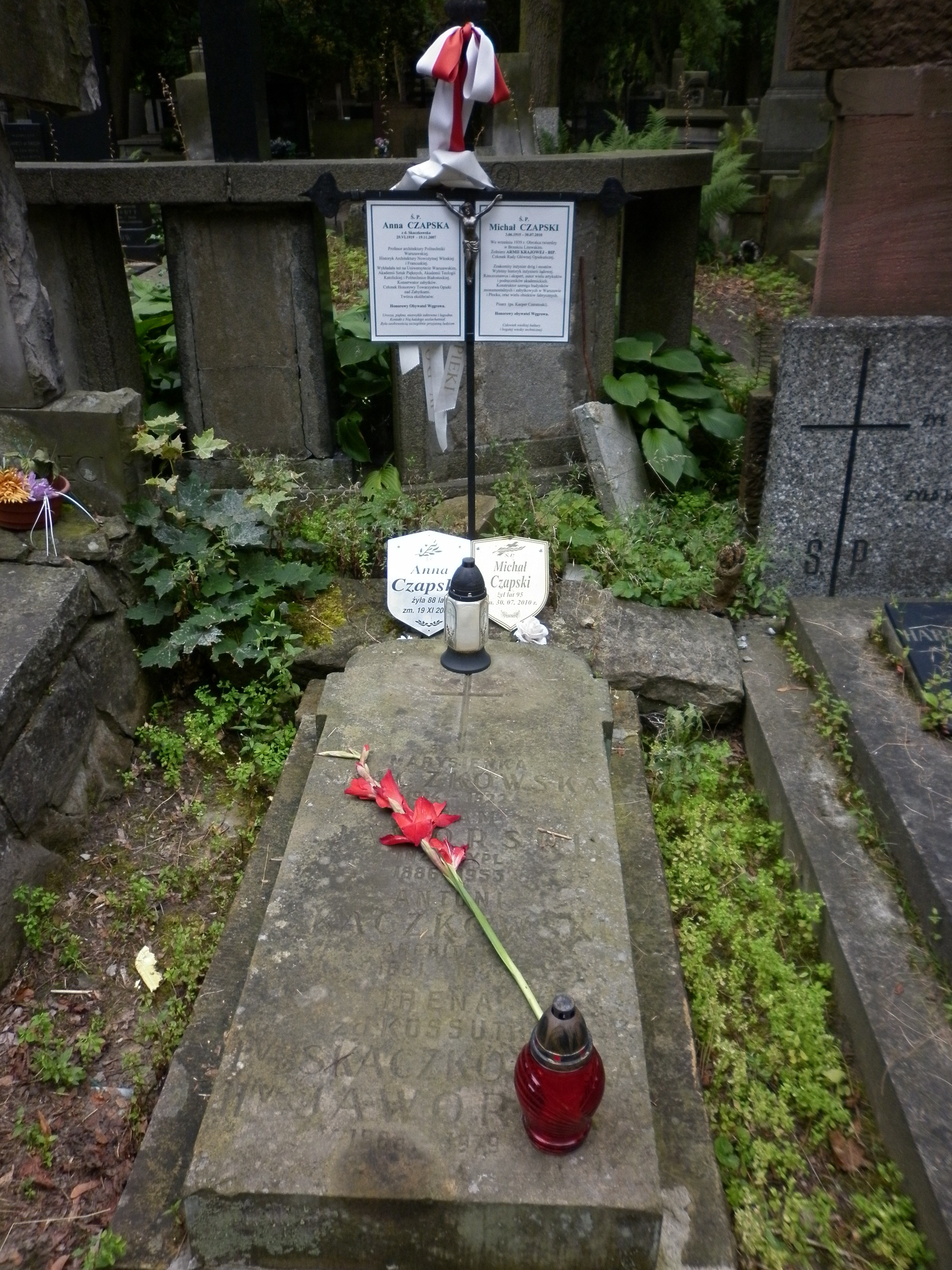
Grób Anny Czapskiej na cmentarzu Powązkowskim w Warszawie

Anna Zofia Czapska (ur. 29 czerwca 1919 w Warszawie, zm. 19 listopada 2007 tamże) – profesor architektury na Politechnice Warszawskiej, członek Honorowy Towarzystwa Opieki nad Zabytkami, twórca ekslibrisów, obywatelka honorowa miasta Węgrów.

## Szkoła i studia
Jej ojcem był architekt Antoni Skaczkowski, a matką Irena z d. Kossuth.
Gimnazjum Z. Sierpińskiej w Warszawie ukończyła w 1938 r. W roku akademickim 1938/39 wstąpiła na Wydział Architektury Politechniki Warszawskiej i jednocześnie chodziła do Szkoły Sztuk Pięknych im. W. Gersona na rysunek i grafikę. W czasie okupacji ukończyła Żeńską Szkołę Architektury im. Stanisława Noakowskiego i chodziła do Wyższej Szkoły Technicznej oraz na tajne komplety Wydziału Architektury. Od 1945 r. pracowała w Biurze Odbudowy Stolicy (BOS) w Wydziale Zabytkowym przy odbudowie pałacu w Łazienkach, jednocześnie kończąc studia na Wydziale Architektury Politechniki Warszawskiej. Dyplom u Bohdana Pniewskiego uzyskała w 1948 r.

## Praca zawodowa
W 1948 r. rozpoczęła pracę na Wydziale Architektury Politechniki Warszawskiej jako młodszy asystent w Katedrze Historii Architektury Nowożytnej. W 1963 r. obroniła doktorat przygotowany pod kierunkiem Piotra Biegańskiego, w 1971 habilitowała się, w 1983 r. otrzymała tytuł profesora. Od 1974. r. była wicedyrektorem Instytutu Podstaw Rozwoju Architektury, a następnie jego dyrektorem do 1989 r. Prowadziła wykłady przedmiotu Historia Architektury Nowożytnej Włoskiej i Francuskiej oraz dyplomy i doktoraty z zakresu konserwacji zabytków. Jednocześnie prowadziła zajęcia na Uniwersytecie Warszawskim na Wydziale Historii Sztuki (1956–1970), na Akademii Sztuk Pięknych (ASP) w Warszawie, Akademii Teologii Katolickiej (ATK) oraz na Wydziale Architektury Politechniki Białostockiej.
W 1961 r. odbyła studia we Włoszech w Perugii na Uniwersytecie dla cudzoziemców.
Zajmując się konserwacją zabytków prowadziła przez 20 lat badania architektoniczne na terenie Białostocczyzny, publikując wiele prac o tej tematyce. Projektowała na terenie Starego Miasta w Warszawie adaptacje kilku kamienic (1948 r.) Projektowała także małe formy architektoniczne – kapliczki, nagrobki, wnętrza, czy zabezpieczania trwałe ruin zabytkowych.
Działała w Stowarzyszeniu Architektów Polskich – do 1980 r. prowadziła Sekcję Konserwatorską.
Została pochowana na cmentarzu Powązkowskim w Warszawie (kw. 211-IV-26).

## Publikacje
Publikacje książkowe:
- „Węgrów” Wydawnictwo „Arkady” 1959 r.
- „Neoklasycyzm w architekturze europejskiej” PWN 1970
- Skrypty dla studentów Wydziału Architektury Politechniki Warszawskiej w latach 1972-1991

Ponad 100 publikacji w pismach fachowych:
- „Kwartalnik Architektury i Urbanistyki”
- „Ochrona Zabytków”
- „Spotkania z Zabytkami”
- „Rocznik Białostocki”
- „Ziemia Mazowiecka”
- „Białostocczyzna”
- „Inżynierowie polscy XIX i XX wieku”

## Działalność pozazawodowa
Od 1963 r. prof. Anna Czapska zajmowała się projektowaniem ekslibrisów, przez te lata stworzyła ich ponad 500 techniką kreskową – piórko, tusz i powielonych metodą typograficzną.
Wystawiała je na bardzo wielu wystawach indywidualnych i zbiorowych m.in. w SARP (od 1980 r. coroczne zbiorowe wystawy koła „Plener”), Pałacu Kultury, Klubie „Ruch” w Warszawie, zaś za granicą w Paryżu, Wenecji i Edynburgu od 1998 r. Były to cykle, np. na Dzień Kobiet, Dzień Dziecka, Znaki Zodiaku, architekci – członkowie Rady Wydziału Architektury PW w ekslibrisie i wiele innych.
Szczególne znaczenie miały wystawy w Węgrowie i Tykocinie w 1989 r. w Klubach Międzynarodowej Książki i Prasy oraz w SARP w 1996 r. i 2006 r.
Prawie 10 ekslibrisów powstało w 1999 r. specjalnie dla potrzeb indywidualnej wystawy w Widzewskiej Galerii Ekslibrisu w Łodzi „Ekslibrisy członków TOnZ”, wykonane dla członków i działaczy Towarzystwa Opieki nad Zabytkami w Łodzi.
Anna Czapska należała do Towarzystwa Opieki nad Zabytkami od początku jego istnienia, wiele kadencji była członkiem Zarządu Głównego TOnZ. Walne Zebranie Delegatów TOnZ w 1998 r. uhonorowało prof. Annę Czapską godnością Honorowego Członka TOnZ.

## Nagrody, wyróżnienia, odznaczenia
- Krzyż Kawalerski Orderu Odrodzenia Polski
- Złoty Krzyż Zasługi
- Złota Odznaka Konserwatorska[2]